# Squash-Mannschaftsweltmeisterschaft 2013/Kader
Dieser Artikel enthält die Kader der 31 Nationalmannschaften bei der Squash-Mannschaftsweltmeisterschaft 2013 in Mülhausen, Frankreich.

## Gruppe A

### Ägypten
Die Mannschaft startete als Titelverteidiger ins Turnier. Sie musste dabei auf Mohamed Elshorbagy und Amr Shabana verzichten. Stattdessen wurden Omar Mosaad und Tarek Momen nominiert.
| Agypten | Rang | Name          | Geburtsdatum       |
| ------- | ---- | ------------- | ------------------ |
| Agypten | 1.   | Ramy Ashour   | 30. September 1987 |
| Agypten | 2.   | Karim Darwish | 29. August 1981    |
| Agypten | 3.   | Omar Mosaad   | 17. März 1988      |
| Agypten | 4.   | Tarek Momen   | 23. Februar 1988   |

### Schottland
| Schottland | Rang | Name             | Geburtsdatum    |
| ---------- | ---- | ---------------- | --------------- |
| Schottland | 1.   | Alan Clyne       | 25. Juli 1986   |
| Schottland | 2.   | Greg Lobban      | 12. August 1992 |
| Schottland | 3.   | Douglas Kempsell | 13. April 1993  |
| Schottland | 4.   | Chris Small      | 15. April 1978  |

### Kuwait
| Kuwait | Rang | Name                | Geburtsdatum       |
| ------ | ---- | ------------------- | ------------------ |
| Kuwait | 1.   | Abdullah Al Muzayen | 8. Februar 1988    |
| Kuwait | 2.   | Ammar Altamimi      | 12. September 1988 |
| Kuwait | 3.   | Yousif Nizar Saleh  | 7. November 1994   |
| Kuwait | 4.   | Omar Al Jamaan      | 3. Februar 1988    |

### Kenia
| Kenia | Rang | Name           | Geburtsdatum      |
| ----- | ---- | -------------- | ----------------- |
| Kenia | 1.   | Kenneth Mwangi | 21. Dezember 1994 |
| Kenia | 2.   | Hartaj Bains   | 2. Juni 1979      |
| Kenia | 3.   | Rajdeep Bains  | 17. August 1973   |
| Kenia | 4.   | Joseph Ndungu  | 3. März 1973      |

## Gruppe B

### England
Die ursprüngliche Nummer drei Englands, Peter Barker, verzichtete wegen der bevorstehenden Geburt seines ersten Kindes auf eine Teilnahme. Für ihn rückte Adrian Grant in die Mannschaft.
| England | Rang | Name            | Geburtsdatum     |
| ------- | ---- | --------------- | ---------------- |
| England | 1.   | Nick Matthew    | 25. Juli 1980    |
| England | 2.   | James Willstrop | 15. August 1983  |
| England | 3.   | Daryl Selby     | 3. November 1982 |
| England | 4.   | Adrian Grant    | 6. Oktober 1980  |

### Kanada
| Kanada | Rang | Name             | Geburtsdatum     |
| ------ | ---- | ---------------- | ---------------- |
| Kanada | 1.   | Shawn Delierre   | 25. Mai 1982     |
| Kanada | 2.   | David Letourneau | 18. April 1989   |
| Kanada | 3.   | Dane Sharp       | 1. Januar 1986   |
| Kanada | 4.   | Andrew Schnell   | 1. November 1991 |

### Kolumbien
| Kolumbien | Rang | Name                   | Geburtsdatum      |
| --------- | ---- | ---------------------- | ----------------- |
| Kolumbien | 1.   | Miguel Ángel Rodríguez | 20. Dezember 1985 |
| Kolumbien | 2.   | Erick Herrera          | 23. März 1989     |
| Kolumbien | 3.   | Bernardo Samper        | 8. April 1982     |
| Kolumbien | 4.   | Andrés Vargas          | 8. August 1988    |

### Namibia
| Namibia | Rang | Name             | Geburtsdatum      |
| ------- | ---- | ---------------- | ----------------- |
| Namibia | 1.   | Marco Becker     | 3. September 1982 |
| Namibia | 2.   | Norbert Dorgeloh | 27. Januar 1989   |
| Namibia | 3.   | Andrew Forrest   | 18. Juni 1991     |
| Namibia | 4.   | Daniel Gruff     | 24. Juni 1994     |

## Gruppe C

### Frankreich
Thierry Lincou, Weltmeister von 2004 und ehemaliger Weltranglistenführender, beendete nach der Weltmeisterschaft seine Karriere.
| Frankreich | Rang | Name              | Geburtsdatum      |
| ---------- | ---- | ----------------- | ----------------- |
| Frankreich | 1.   | Grégory Gaultier  | 23. Dezember 1982 |
| Frankreich | 2.   | Thierry Lincou    | 2. April 1976     |
| Frankreich | 3.   | Mathieu Castagnet | 14. November 1986 |
| Frankreich | 4.   | Grégoire Marche   | 3. März 1990      |

### Pakistan
| Pakistan | Rang | Name                  | Geburtsdatum     |
| -------- | ---- | --------------------- | ---------------- |
| Pakistan | 1.   | Nasir Iqbal           | 1. April 1994    |
| Pakistan | 2.   | Farhan Zaman          | 9. März 1993     |
| Pakistan | 3.   | Farhan Mehboob        | 23. Oktober 1988 |
| Pakistan | 4.   | Muhammad Saqib Yousaf | 5. Dezember 1991 |

### Niederlande
| Niederlande | Rang | Name               | Geburtsdatum      |
| ----------- | ---- | ------------------ | ----------------- |
| Niederlande | 1.   | Laurens Jan Anjema | 1. Dezember 1982  |
| Niederlande | 2.   | Sebastiaan Weenink | 27. August 1986   |
| Niederlande | 3.   | Bart Ravelli       | 16. November 1987 |
| Niederlande | 4.   | Marc ter Sluis     | 16. November 1992 |

### Russland
| Russland | Rang | Name               | Geburtsdatum      |
| -------- | ---- | ------------------ | ----------------- |
| Russland | 1.   | Alexei Sewerinow   | 23. Januar 1980   |
| Russland | 2.   | Alexander Schilow  | 23. Dezember 1984 |
| Russland | 3.   | Dimitri Grischarin | 27. Juli 1981     |
| Russland | 4.   | Sergei Beljajew    | 23. November 1983 |

## Gruppe D

### Australien
| Australien | Rang | Name              | Geburtsdatum     |
| ---------- | ---- | ----------------- | ---------------- |
| Australien | 1.   | Cameron Pilley    | 27. Oktober 1982 |
| Australien | 2.   | David Palmer      | 28. Juni 1976    |
| Australien | 3.   | Ryan Cuskelly     | 15. Juli 1987    |
| Australien | 4.   | Matthew Karwalski | 3. Dezember 1985 |

### Mexiko
Die mexikanische Mannschaft trat als einzige mit nur drei Spielern an.
| Mexiko | Rang | Name           | Geburtsdatum    |
| ------ | ---- | -------------- | --------------- |
| Mexiko | 1.   | Arturo Salazar | 3. Januar 1988  |
| Mexiko | 2.   | César Salazar  | 3. Januar 1988  |
| Mexiko | 3.   | Eric Gálvez    | 4. Oktober 1983 |

### Schweiz
| Schweiz | Rang | Name             | Geburtsdatum    |
| ------- | ---- | ---------------- | --------------- |
| Schweiz | 1.   | Nicolas Müller   | 24. August 1989 |
| Schweiz | 2.   | Reiko Peter      | 31. März 1989   |
| Schweiz | 3.   | Jonas Dähler     | 25. August 1989 |
| Schweiz | 4.   | Patrick Miescher | 14. August 1990 |

## Gruppe E

### Malaysia
| Malaysia | Rang | Name                 | Geburtsdatum    |
| -------- | ---- | -------------------- | --------------- |
| Malaysia | 1.   | Ong Beng Hee         | 4. Februar 1980 |
| Malaysia | 2.   | Mohd Nafiizwan Adnan | 24. April 1986  |
| Malaysia | 3.   | Muhd Asyraf Azan     | 3. Oktober 1988 |
| Malaysia | 4.   | Sanjay Singh         | 23. April 1994  |

### Neuseeland
| Neuseeland | Rang | Name             | Geburtsdatum       |
| ---------- | ---- | ---------------- | ------------------ |
| Neuseeland | 1.   | Campbell Grayson | 4. März 1986       |
| Neuseeland | 2.   | Martin Knight    | 28. Dezember 1983  |
| Neuseeland | 3.   | Evan Williams    | 20. September 1989 |
| Neuseeland | 4.   | Paul Coll        | 9. Mai 1992        |

### Botswana
| Botswana | Rang | Name            | Geburtsdatum       |
| -------- | ---- | --------------- | ------------------ |
| Botswana | 1.   | Alister Walker  | 19. September 1982 |
| Botswana | 2.   | Lekgotla Mosope | 25. Juli 1983      |
| Botswana | 3.   | Koketso Ntshebe | 31. Juli 1979      |
| Botswana | 4.   | Theo Pelonomi   | 21. Mai 1999       |

### Polen
| Polen | Rang | Name              | Geburtsdatum      |
| ----- | ---- | ----------------- | ----------------- |
| Polen | 1.   | Wojciech Nowisz   | 4. August 1986    |
| Polen | 2.   | Marcin Karwowski  | 8. Oktober 1991   |
| Polen | 3.   | Przemysław Atras  | 3. Juni 1984      |
| Polen | 4.   | Łukasz Stachowski | 31. Dezember 1990 |

## Gruppe F

### Deutschland
| Deutschland | Rang | Name           | Geburtsdatum     |
| ----------- | ---- | -------------- | ---------------- |
| Deutschland | 1.   | Simon Rösner   | 5. November 1987 |
| Deutschland | 2.   | Raphael Kandra | 29. Oktober 1990 |
| Deutschland | 3.   | Jens Schoor    | 27. April 1987   |
| Deutschland | 4.   | André Haschker | 16. Februar 1983 |

### Vereinigte Staaten
| Vereinigte Staaten | Rang | Name               | Geburtsdatum    |
| ------------------ | ---- | ------------------ | --------------- |
| Vereinigte Staaten | 1.   | Christopher Gordon | 17. Juli 1986   |
| Vereinigte Staaten | 2.   | Julian Illingworth | 30. Januar 1984 |
| Vereinigte Staaten | 3.   | Gilly Lane         | 26. August 1985 |
| Vereinigte Staaten | 4.   | Dylan Murray       | 29. April 1995  |

### Irland
| Irland | Rang | Name             | Geburtsdatum      |
| ------ | ---- | ---------------- | ----------------- |
| Irland | 1.   | Arthur Gaskin    | 16. Januar 1985   |
| Irland | 2.   | Derek Ryan       | 10. Dezember 1969 |
| Irland | 3.   | Brian O’Brion    | 16. November 1984 |
| Irland | 4.   | Steve Richardson | 12. Juli 1972     |

### Tschechien
| Tschechien | Rang | Name          | Geburtsdatum       |
| ---------- | ---- | ------------- | ------------------ |
| Tschechien | 1.   | Ondřej Ertl   | 22. Juli 1987      |
| Tschechien | 2.   | Petr Martin   | 21. Juni 1989      |
| Tschechien | 3.   | Ondřej Uherka | 24. September 1991 |
| Tschechien | 4.   | Daniel Mekbib | 4. Juli 1992       |

## Gruppe G

### Südafrika
| Sudafrika | Rang | Name              | Geburtsdatum       |
| --------- | ---- | ----------------- | ------------------ |
| Sudafrika | 1.   | Stephen Coppinger | 24. September 1984 |
| Sudafrika | 2.   | Shaun Le Roux     | 27. September 1986 |
| Sudafrika | 3.   | Clinton Leeuw     | 15. April 1982     |
| Sudafrika | 4.   | Rodney Durbach    | 18. April 1972     |

### Hongkong
| Hongkong | Rang | Name           | Geburtsdatum       |
| -------- | ---- | -------------- | ------------------ |
| Hongkong | 1.   | Max Lee        | 9. Januar 1988     |
| Hongkong | 2.   | Leo Au         | 1. Februar 1990    |
| Hongkong | 3.   | Yip Tsz-Fung   | 19. September 1993 |
| Hongkong | 4.   | Tang Ming-Hong | 23. Juli 1993      |

### Japan
| Japan | Rang | Name              | Geburtsdatum      |
| ----- | ---- | ----------------- | ----------------- |
| Japan | 1.   | Shinnosuke Tsukue | 2. August 1989    |
| Japan | 2.   | Yūta Fukui        | 21. Dezember 1987 |
| Japan | 3.   | Ryōsei Kobayashi  | 28. Juni 1994     |
| Japan | 4.   | Tomotaka Endō     | 28. Januar 1995   |

### Österreich
| Osterreich | Rang | Name                  | Geburtsdatum      |
| ---------- | ---- | --------------------- | ----------------- |
| Osterreich | 1.   | Aqeel Rehman          | 12. Dezember 1985 |
| Osterreich | 2.   | Jakob Dirnberger      | 7. Mai 1980       |
| Osterreich | 3.   | Andreas Freudensprung | 11. Februar 1976  |
| Osterreich | 4.   | Marcus Greslehner     | 29. Juni 1991     |

## Gruppe H

### Indien
| Indien | Rang | Name                | Geburtsdatum    |
| ------ | ---- | ------------------- | --------------- |
| Indien | 1.   | Saurav Ghosal       | 10. August 1986 |
| Indien | 2.   | Harinder Pal Sandhu | 23. Juli 1988   |
| Indien | 3.   | Ramit Tandon        | 21. August 1992 |
| Indien | 4.   | Mahesh Mangaonkar   | 23. März 1994   |

### Finnland
| Finnland | Rang | Name            | Geburtsdatum       |
| -------- | ---- | --------------- | ------------------ |
| Finnland | 1.   | Olli Tuominen   | 15. April 1979     |
| Finnland | 2.   | Henrik Mustonen | 6. November 1990   |
| Finnland | 3.   | Matias Tuomi    | 30. September 1985 |
| Finnland | 4.   | Mika Monto      | 20. März 1976      |

### Argentinien
| Argentinien | Rang | Name               | Geburtsdatum      |
| ----------- | ---- | ------------------ | ----------------- |
| Argentinien | 1.   | Hernán D’Arcangelo | 17. November 1980 |
| Argentinien | 2.   | Robertino Pezzota  | 10. März 1983     |
| Argentinien | 3.   | Juan Pablo Roude   | 19. Januar 1989   |
| Argentinien | 4.   | Leandro Romiglio   | 11. Februar 1991  |

### Venezuela
| Venezuela | Rang | Name              | Geburtsdatum      |
| --------- | ---- | ----------------- | ----------------- |
| Venezuela | 1.   | Gabriel Terán     | 9. August 1985    |
| Venezuela | 2.   | Miguel Méndez     | 1. Dezember 1994  |
| Venezuela | 3.   | Miguel Vallenilla | 10. November 1974 |
| Venezuela | 4.   | Ricardo Terán     | 2. Oktober 1987   |